# Мисс Вселенная 2000
Мисс Вселенная 2000 (англ. Miss Universe 2000) — 49-й международный конкурс красоты Мисс Вселенная был проведён 12 мая 2000 в Eleftheria Stadium, Никосия, Республика Кипр. 79 участниц из разных стран боролись за корону. В финале Лара Датта из Индии был коронована в качестве новой Мисс Вселенная 2000. В церемонии участвовала Мисс Вселенная 1999 Мпуле Квелагобе из Ботсваны.
Финал проходил на стадионе Элефтерия, который воспроизводит древний амфитеатр Куриум. Конкурс проводился ведущими с привлечением Элвиса Креспо, Монтелла Иордания и саксофониста Давида Коза и кипрской международной звезды Анны Висси. Это событие транслировалось в прямом эфире на территории США.
Конкурс был отмечен определенными политическими вопросами. Турция не послала свою участницу на конкурс в первый раз за 13 лет из-за плохих отношений с Кипром (помимо отсутствия дипломатических отношений между Турцией и Кипром, Турция настаивала на том, чтобы её участница въехала на территорию Кипра не через официальный пункт пропуска, а через территорию Турецкой Республики Северного Кипра, что могло бы косвенно подтвердить независимость данной территории от Республики Кипр); участницы из стран Ливан и Израиль отказались говорить друг с другом, и участнице Корринн Крув из Зимбабве приходилось иметь дело с угрозой эскалации насилия в её стране. 3 финалистки, мисс Индия, мисс Испания и мисс Венесуэла, отозвались на просьбы комментировать эти протесты и убедить людей, что конкурсы красоты не имеют отношения к политике. Лара Датта из Индии, победительница конкурса, ответила, что она считает, что конкурсы красоты — это платформа, помогающая женщинам высказывать своё мнение и найти своё место в жизни, будь то предпринимательство, вооруженные силы, политика, и так далее. Она сказала, что конкурсы красоты определяют женщин сильных, независимых. Этот впечатляющий ответ на сложный вопрос совершенно поразил судей и весь зал, показывая, что Лара была не только красивой участницей, но и высокоинтеллектуальной женщиной. Этот ответ, как полагают, в значительной степени способствовал её победе.
В этом же году две других Мисс Индия, Приянка Чопра и Диа Мирза, выиграли Мисс Мира 2000 и Мисс Азия и Океания 2000. Это второй раз, когда страна выиграла три крупнейших международных конкурса красоты в том же году (после Австралии в 1972 году).

## Принимающий город
Никосия 1 июля 1999 был объявлен городом, принимающим конкурс Мисс Вселенная. Страна вложила 3.5 миллиона долларов в это мероприятие и надеялась оправдать расходы доходами от туристов и продажи изделий местной индустрии.

## Результаты

### Места
| Итоговые результаты | Участница                                                                                  |
| ------------------- | ------------------------------------------------------------------------------------------ |
| Мисс Вселенная 2000 | - — Лара Датта                                                                             |
| 1-я вице-мисс       | - — Клаудия Морено                                                                         |
| 2-я вице-мисс       | - — Элен Линдес                                                                            |
| Топ-5               | - — Линетт Коул - — Ким Йи                                                                 |
| Топ-10              | - — Каталина Акоста - — Эвелин Микомяги - — Коринн Крув - — Соня Роллан - — Хизер Хэмилтон |

### Специальные награды
- Мисс Конгениальность: Тамара Скарони (Аруба)
- Мисс Фотогеничность: Элен Линдес (Испания)
- Лучший национальный костюм:
  - Победительница: Летисия Мюррей (Мексика)
  - 2-е Место: Лара Датта (Индия)
  - 3-е Место: Коринн Крув (Зимбабве)

### Финальные результаты
| \| Страна \| Конкурс в купальниках \| Конкурс в вечерних платьях \| Средний результат \| \| --------- \| --------------------- \| -------------------------- \| ----------------- \| \| Индия \| 9.44(1) \| 9.40(4) \| 9.420(2) \| \| Венесуэла \| 9.37(2) \| 9.55(1) \| 9.460(1) \| \| Испания \| 9.07(5) \| 9.51(3) \| 9.290(3) \| \| Канада \| 9.31(3) \| 8.97(7) \| 9.140(5) \| \| США \| 9.10(4) \| 9.24(5) \| 9.170(4) \| \| Колумбия \| 8.66(8) \| 9.52(2) \| 9.090(6) \| \| Эстония \| 8.90(6) \| 9.04(6) \| 8.970(7) \| \| Зимбабве \| 8.74(7) \| 8.94(8) \| 8.840(8) \| \| Франция \| 8.60(9) \| 8.92(9) \| 8.760(9) \| \| ЮАР \| 8.54(10) \| 8.75(10) \| 8.645(10) \| | Победительница Первая вице-мисс Вторая вице-мисс Третья вице-мисс |                            |                   |
| Страна | Конкурс в купальниках                                             | Конкурс в вечерних платьях | Средний результат |
| Индия | 9.44(1)                                                           | 9.40(4)                    | 9.420(2)          |
| Венесуэла | 9.37(2)                                                           | 9.55(1)                    | 9.460(1)          |
| Испания | 9.07(5)                                                           | 9.51(3)                    | 9.290(3)          |
| Канада | 9.31(3)                                                           | 8.97(7)                    | 9.140(5)          |
| США | 9.10(4)                                                           | 9.24(5)                    | 9.170(4)          |
| Колумбия | 8.66(8)                                                           | 9.52(2)                    | 9.090(6)          |
| Эстония | 8.90(6)                                                           | 9.04(6)                    | 8.970(7)          |
| Зимбабве | 8.74(7)                                                           | 8.94(8)                    | 8.840(8)          |
| Франция | 8.60(9)                                                           | 8.92(9)                    | 8.760(9)          |
| ЮАР | 8.54(10)                                                          | 8.75(10)                   | 8.645(10)         |

## Участницы
| Страна                        | Фото | Участница                                    | Дата рождения | Рост | Родной город |
| ----------------------------- | ---- | -------------------------------------------- | ------------- | ---- | ------------ |
| Австралия                     |      | Саманта Фрост (Samantha Frost)               |               |      |              |
| Ангола                        |      | Юнис Манита (Eunice Manita)                  |               |      |              |
| Аргентина                     |      | Андреа Никастри (Andrea Nicastri)            |               |      |              |
| Аруба                         |      | Тамара Скарони (Tamara Scaroni)              |               |      |              |
| Багамские острова             |      | Микала Мосс (Mikala Moss)                    |               |      |              |
| Бельгия                       |      | Джок ван де Велде(Joke van de Velde)         |               |      |              |
| Белиз                         |      | Шимика Ричардсон(Shiemicka Richardson)       |               |      |              |
| Болгария                      |      | Магдалина Валченова (Magdalina Valtchenova)  |               |      |              |
| Боливия                       |      | Йенни Вака (Yenny Vaca)                      |               |      |              |
| Ботсвана                      |      | Джойс Молемоенг (Joyce Molemoeng)            |               |      |              |
| Бразилия                      |      | Жозиан Крулискоски (Josiane Kruliskoski)     |               |      |              |
| Британские Виргинские острова |      | Тауша Вантерпул (Tausha Vanterpool)          |               |      |              |
| Великобритания                |      | Луиз Лейкин (Louise Lakin)                   |               |      |              |
| Венгрия                       |      | Изабелла Кисс (Izabella Kiss)                |               |      |              |
| Венесуэла                     |      | Клаудия Морено (Claudia Moreno)              |               |      |              |
| Гана                          |      | Мааме Эси Акуа (Maame Esi Acquah)            |               |      |              |
| Гватемала                     |      | Эвелин Лопес (Evelyn López)                  |               |      |              |
| Германия                      |      | Забрина Шепманн (Sabrina Schepmann)          |               |      |              |
| Гондурас                      |      | Флор Гарсиа(Flor Garcia)                     |               |      |              |
| Гонконг                       |      | Сония Го Сяньни(Гуок Синьнэй) (Sonija Kwok)  |               |      |              |
| Греция                        |      | Элени Скафида(Eleni Skafida)                 |               |      |              |
| Гуам                          |      | Лисамария Кината(Lisamarie Quinata)          |               |      |              |
| Дания                         |      | Хайди Майер Валлентин(Heidi Meyer Vallentin) |               |      |              |
| Доминиканская республика      |      | Хильда Ховине(Gilda Jovine)                  |               |      |              |
| Египет                        |      | Ранья Эль-Сайед(Ranya El-Sayed)              |               |      |              |
| Зимбабве                      |      | Коринн Креве(Corinne Crewe)                  |               |      |              |
| Израиль                       |      | Нирит Бакши(Nirit Bakshi)                    |               |      |              |
| Индия                         |      | Лара Датта(Lara Dutta)                       |               |      |              |
| Ирландия                      |      | Луиз Доэни(Louise Doheny)                    |               |      |              |
| Италия                        |      | Аннализа Гуадалупи(Annalisa Guadalupi)       |               |      |              |
| Каймановы острова             |      | Мона Лиза Татум(Mona Lisa Tatum)             |               |      |              |
| Канада                        |      | Ким Йи(Kim Yee)                              |               |      |              |
| Российская Федерация          |      | Светлана Горева(Svetlana Goreva)             |               |      |              |

## Национальные конкурсы
- Остров Святого Мартина разделён между Францией и Нидерландами. В предыдущие годы голландская сторона острова Синт-Мартен направила участницу на конкурс Мисс Вселенная. В этом году представительница была из французской стороны острова, отсюда название Сен-Мартен (Франция). Это как бы «новая страна» на конкурсе, так как разные части острова являются политически независимыми друг от друга.
- Венесуэла первоначально выбрала представительницу Мартина Торогуд, которая должна была представлять свою страну на конкурсах Мисс Вселенная и Мисс Мира 1999. Организаторы Мисс Вселенная выступили против этого, как Торогуд первой вице-мисс на конкурсе «Мисс Мира» и есть шанс, что она может стать «Мисс Мира», поэтому она не может участвовать в конкурсе Мисс Вселенная. Мисс Венесуэла, Клаудия Морено была выбрана для участия в Мисс Вселенная.[7] Морено стала первой вице-мисс.
- Индия, Лара Датта в прошлом Miss Intercontinental 1997.
- Germany, Забрина Шепманн была Miss Intercontinental 2000.
- Hong Kong, Соня Го Сяньни, Miss Chinese International 2000.
- Guatemala, Эвелин Лопес, Miss Tourism Queen of the Year 2000.
- Colombia, Каталина Акоста, Албарракин Miss Italia nel Mondo 2002.
- France, Соня Роллан, известная актриса в своей стране.
- Россия, Анна Круглова, победительница конкурса Мисс-Россия 1999 (конкурс проводился 13 января 2000 года) не смогла представлять Россию в конкурсе Мисс Вселенная, так как на момент проведения конкурса ей было 17 лет. Российскую Федерацию представляла занявшая второе место в национальном конкурсе вице-мисс Россия 1999 Светлана Горева.

## Также
- Будучи на мифологической родине греческой богини Афродиты, богини красоты и намекая на Суд Париса, организаторы представили золотое яблоко в качестве приза победительнице конкурса.[8]
- 5 стран, которые вошли в 11—15-е предварительных места были: 11 — Чешская Республика, 12 — Нидерланды, 13 — Панама, 14 — Германия, с 15 — Япония. Представительница Республики Кипр закончила конкурс на 25 месте.